# 一億円もらったら
『一億円もらったら』（いちおくえんもらったら）は、赤川次郎の短編小説集。
1998年1月新潮社より刊行され、2000年2月文庫化された。
続編『老兵に手を出すな―一億円もらったらII―』は1999年3月に同社より刊行、2001年2月に『不幸、買います―一億円もらったらII』と改題されて文庫化された。合わせて「一億円シリーズ」と呼ばれる。
ある富豪が見ず知らずの他人に一億円を与え、その様子を見守るという短編ユーモア小説である。